# Doug Crossman
Doug A. Crossman (Peterborough, Ontario, 13 de junio de 1960) es un defensor profesional retirado canadiense de hockey sobre hielo. Jugó una combinación de 14 temporadas en la NHL. Fue reclutado con el 112.º puesto en la clasificación general por los Chicago Black Hawks en el NHL Entry Draft de 1979. Jugó 3 temporadas con los Chicago Black Hawks, 5 con los Philadelphia Flyers, 1 con Los Angeles Kings, 2 con los New York Islanders, 1 con los Hartford Whalers, 2 con los Detroit Red Wings, 1 con los Tampa Bay Lightning y 2 con los St. Crossman también fue miembro del equipo nacional canadiense de la Copa Canadá 1987.